# 特拉罗沙
特拉罗沙是巴西巴拉那州的一个市镇。总面积800.786平方公里，总人口16707人，人口密度20.9人/平方公里。